# 학다리초등학교 금송분교
학다리초등학교 금송분교는 대한민국 전라남도 함평군 학교면 중천포로 510에 있었던 공립 초등학교이다.

## 연혁
- 1938년 7월 1일 금송간이학교 설립인가
- 1944년 4월 1일 학교남공립국민학교로 개칭
- 1950년 6월 1일 학교남국민학교로 개칭
- 1984년 3월 3일 병설유치원 인가
- 1996년 3월 1일 학교남초등학교로 개칭
- 1997년 3월 1일 학다리초등학교 금송분교(본교에서 격하)
- 2000년 3월 1일 학다리중앙초등학교로 통폐합